# Peter Fraser, Baron Fraser of Carmyllie
Peter Lovat Fraser, Baron Fraser of Carmyllie PC QC (* 29. Mai 1945; † 22. Juni 2013) war ein britischer Jurist und Politiker der Conservative Party, der mehrere Jahre Abgeordneter des House of Commons und Solicitor General von Schottland war sowie seit 1989 als Life Peer Mitglied des House of Lords.

## Leben

### Unterhausmitglied und Solicitor General für Scotland
Nach dem Besuch der Loretto School absolvierte Fraser ein Studium der Rechtswissenschaften am Gonville and Caius College der University of Cambridge und der University of Edinburgh. Nach Abschluss seines Studiums nahm er 1969 eine Tätigkeit als Prozessanwalt (Advocate) auf. Neben dieser Tätigkeit war er zwischen 1972 und 1974 Lecturer für Verfassungsrecht an der Heriot-Watt University in Edinburgh und kandidierte bei den Unterhauswahlen am 10. Oktober 1974 ohne Erfolg im Wahlkreis Aberdeen North für ein Mandat im House of Commons. 1976 war er für einige Zeit Vorsitzender der Scottish Conservative Lawyers Reform Group.
Nachdem er 1979 für kurze Zeit Ständiger Juniorrechtsberater für Schottland im Foreign and Commonwealth Office gewesen war, wurde er bei den Wahlen am 3. Mai 1979 erstmals für die konservativen Tories als Abgeordneter in das House of Commons gewählt und vertrat zunächst den Wahlkreis Angus South sowie im Anschluss seit den Wahlen vom 9. Juni 1983 bis zu den Wahlen am 11. Juni 1987 den Wahlkreis Angus East.
1981 übernahm er sein erstes Regierungsamt und war bis 1982 Parlamentarischer Privatsekretär des Ministers für Schottland, George Younger. Im Anschluss daran wurde er 1982 zum Kronanwalt ernannt und war als solcher bis 1989 Solicitor General für Schottland. Fraser, der 1985 Gastprofessor der Rechtswissenschaften an der University of Dundee war, wurde 1989 Ehrenmitglied der Rechtsanwaltskammer von Lincoln’s Inn.

### Oberhausmitglied, Juniorminister und Funktionen in der Privatwirtschaft
Durch ein Letters Patent vom 10. Februar 1989 wurde Fraser, der 1989 auch Privy Councillor wurde, als Life Peer mit dem Titel Baron Fraser of Carmyllie, of Carmyllie in the District of Angus, in den Adelsstand erhoben. Kurz darauf erfolgte seine Einführung (Introduction) als Mitglied des House of Lords.
In der Folgezeit übernahm er weiterhin Regierungsämter und war zunächst zwischen 1989 und 1992 Lord Advocate und damit Generalstaatsanwalt Schottlands. Im Anschluss daran war er erst Staatsminister im Ministerium für Schottland und danach von 1995 bis 1997 Staatsminister im Ministerium für Handel und Industrie.
Nach der Wahlniederlage der Conservative Party bei den Unterhauswahlen am 1. Mai 1997 und dem Ende der Amtszeit von Premierminister John Major übernahm Lord Fraser noch einige Funktionen in der oppositionellen Tory-Fraktion und war zwischen 1997 und 1998 sowohl stellvertretender Führer des Oberhauses im Schattenkabinett der Conservative Party als auch Sprecher der Opposition für Verfassungsfragen sowie für Handel und Industrie.
Zugleich übernahm er zahlreiche Ämter in der Privatwirtschaft und war seit 1997 Vorsitzender des Aufsichtsrates der JKX Oil & Gas plc und war daneben seit 1997 Aufsichtsratsmitglied von ICE Future sowie seit 2000 von Total Exploration & Production UK Ltd. Weiterhin war er seit 1997 Direktor der Londoner Metallbörse London Metal Exchange sowie seit 1998 Vorstandsvorsitzender von Holyrood Strategy und 2000 auch Vorsitzender des Statutenkomitees der Royal Pharmaceutical Society. Daneben fungierte Lord Fraser von 2001 bis 2005 als Ehrenpräsident des Chartered Institute of Arbitrators.